# 自衛隊音楽まつり
自衛隊音楽まつり（じえいたいおんがくまつり、Japan Self-Defense Forces Marching Festival）は防衛省が毎年11月に日本武道館で行う自衛隊音楽部隊の演奏会である。

## 沿革
明治神宮外苑での観閲式終了後に行っていた「音楽ショー」が発展した催しで、1963年（昭和38年）10月27日に独立した自衛隊記念行事として東京都体育館で開催されたのが第1回と見なされている。以後、東京オリンピックが行われた1964年と、昭和天皇の病状が悪化し祝典行事等の自粛が要請された1988年、および、新型コロナウィルス感染症の拡大防止が求められた2020年・2021年を除いて、毎年実施されている。1973年からは日本武道館が使用されるようになった。ただし、2019年（令和元年）は武道館改修のため国立代々木競技場第一体育館で開催された。
当初は世論やマスコミの批判を懸念して日章旗掲揚や君が代演奏などは行われていなかったが、防衛庁官房長であった佐々淳行の指示により儀仗隊による国旗入退場や会場での国歌斉唱が行われるようになった。

## 概要
自衛隊記念日の関連行事として、毎年11月の連続した2～3日間に日本武道館で行われる。防衛省に招待された観覧者および事前に抽選された一般観覧者に対して、1日に1～2回の公演が行われる。これらに加えて、招待者のみを対象とした公演も行われる。各回の公演内容は同じで、1回あたりの所要時間は約2時間である。
演奏内容はポップス、クラシック、ジャズ、映画音楽やテレビドラマのテーマ音楽、アニメの主題歌や挿入曲、ゲーム音楽、民謡など多様な曲目で構成される。旧軍の軍歌・行進曲や自衛隊歌の演奏は、海上自衛隊による軍艦行進曲の演奏が毎年プログラムに入るのを含めても全体の一部にすぎない。
主催者は防衛大臣であるが、陸上幕僚長が実施責任者となり、海上自衛隊及び航空自衛隊の協力の下に実施する。

## 出演者
例年の主な出演者と演技内容は次のとおりである。
- 第302保安警務中隊の儀仗による国旗入退場セレモニー、および、国歌斉唱。
- 各音楽隊によるドリル演奏。女性自衛官によるカラーガード演技[注 1]や、音楽隊員の歌唱を伴うことがある。陸海空自衛隊のセントラルバンドである陸上自衛隊中央音楽隊・海上自衛隊東京音楽隊・航空自衛隊航空中央音楽隊が毎年出演するほか、陸上自衛隊に5隊ある方面音楽隊の中から2隊前後が出演することが多い。
- 防衛大学校儀仗隊によるファンシードリル（英語版）演技[注 2]。
- 全国の基地・駐屯地の和太鼓チーム（自衛太鼓[注 3]）や第15旅団のエイサー隊など、音楽隊以外の一般隊員の課外活動も披露される。
- 在日米軍軍楽隊のゲスト演奏。年度によっては、アメリカ以外の国の軍楽隊もゲスト演奏することがある[注 4]。ゲストの選定は防衛省が行っている[1]。
- 舞台の設営や機材の配置などを担当する隊員（演技支援隊）の紹介。

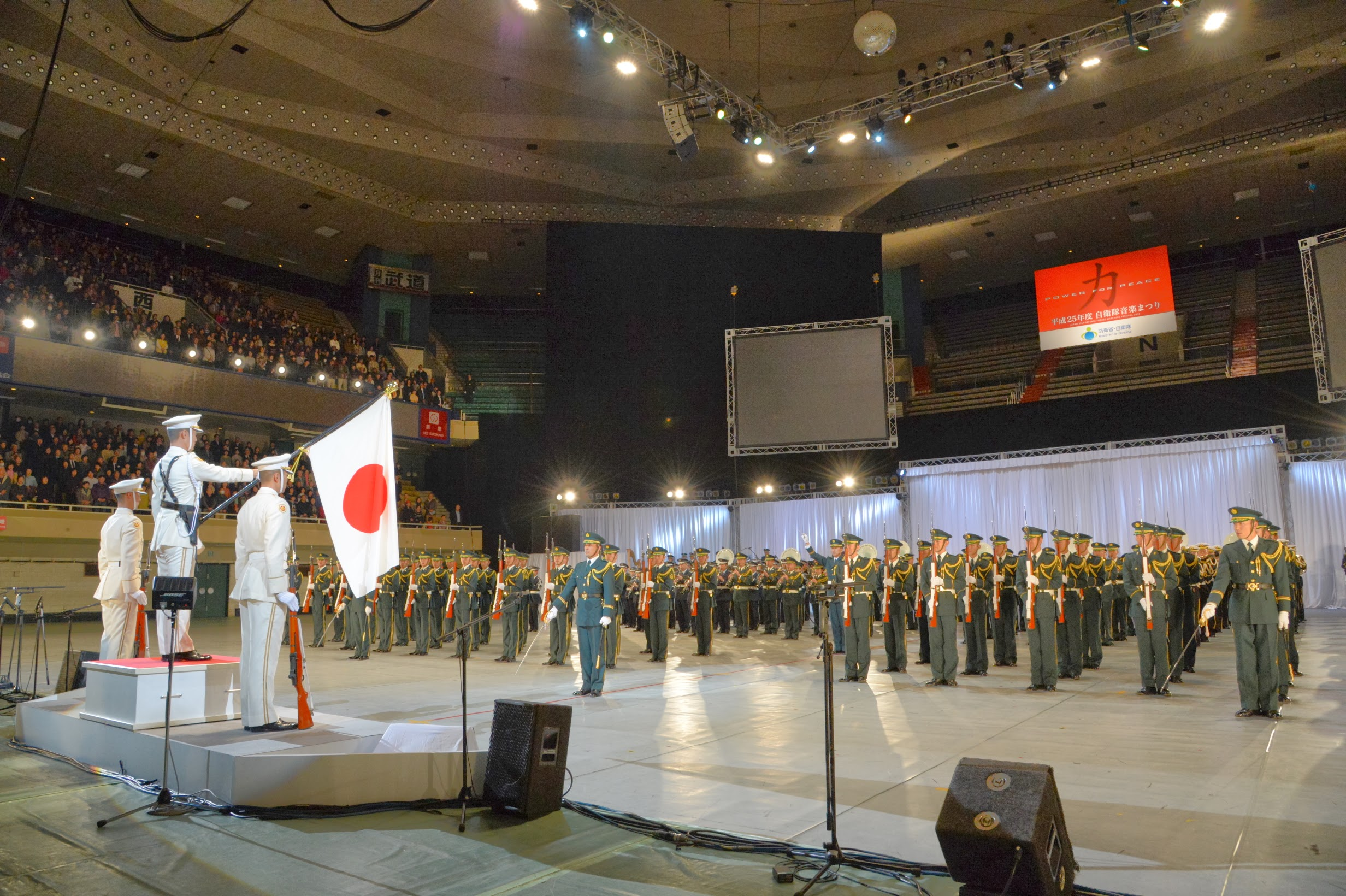
国旗入場
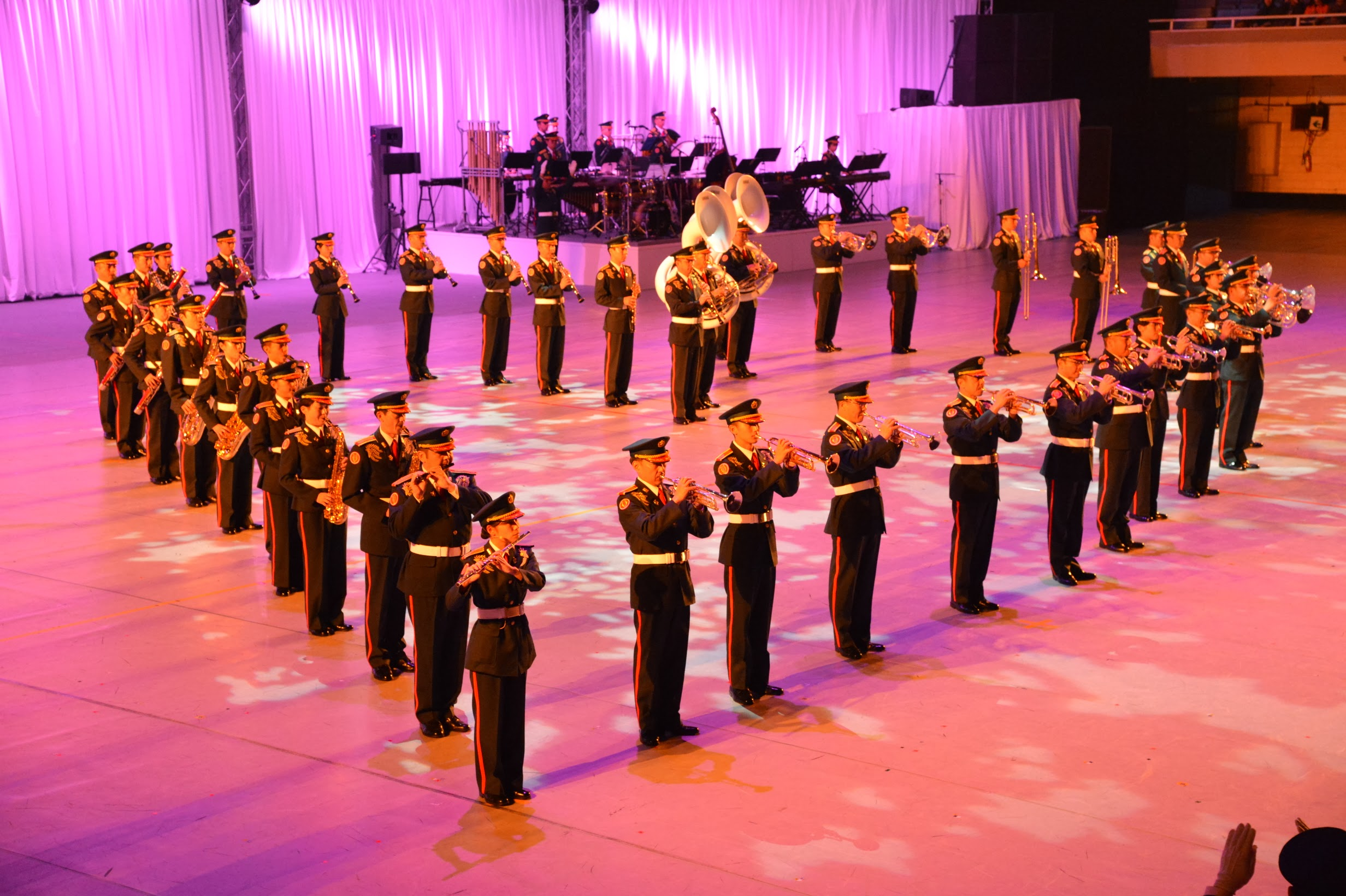
ドリル演奏
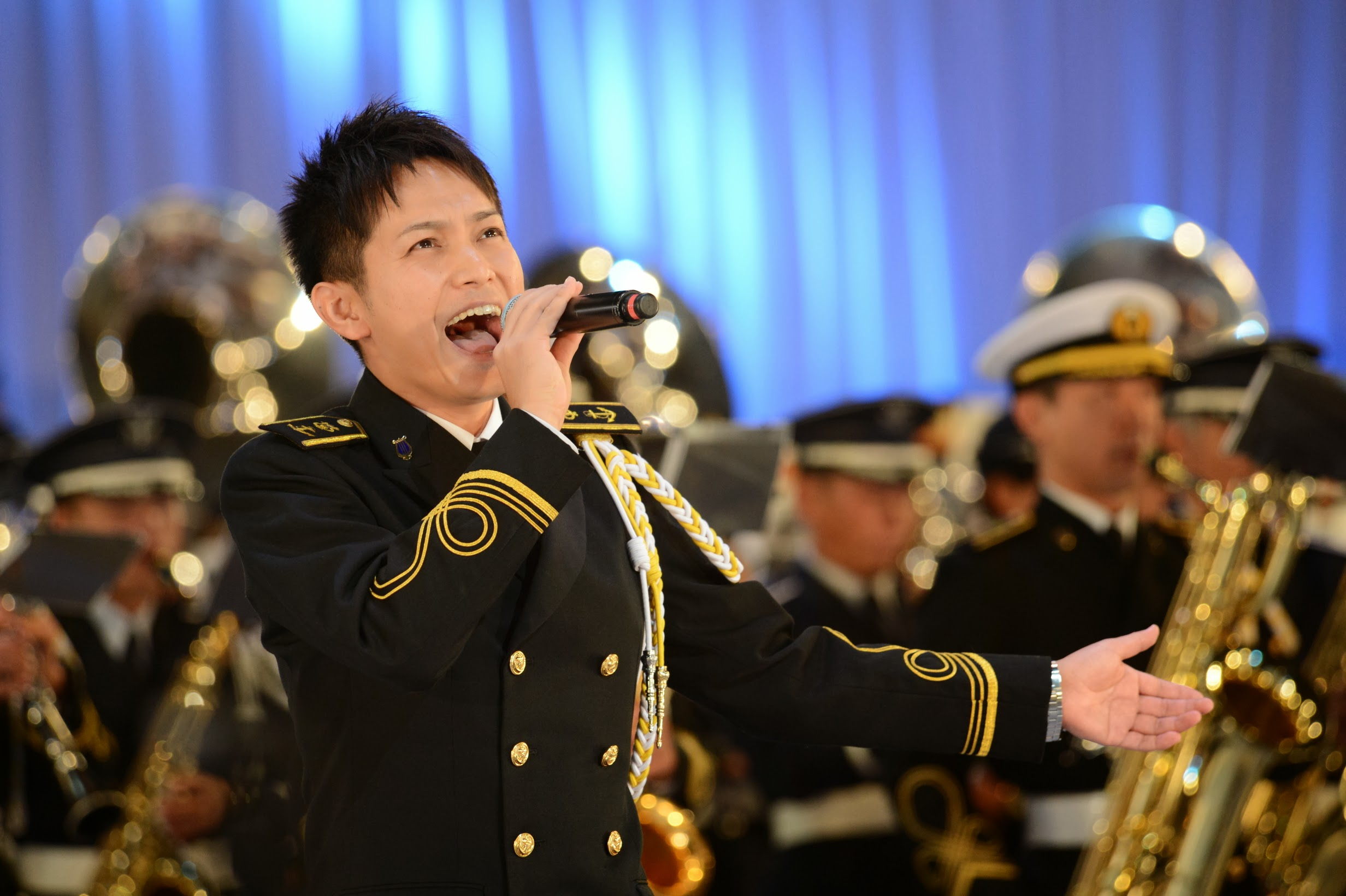
演奏と歌唱
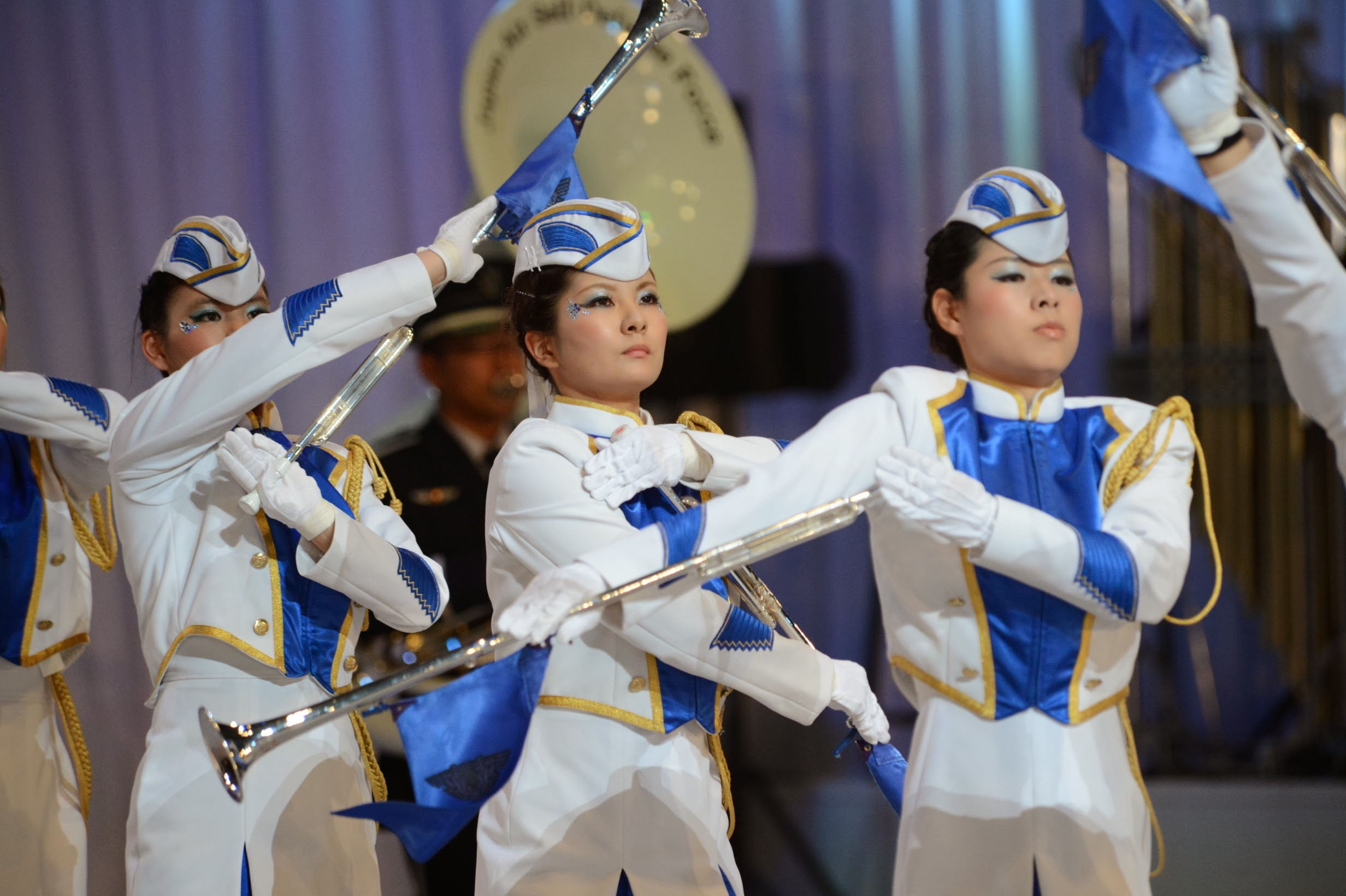
カラーガード
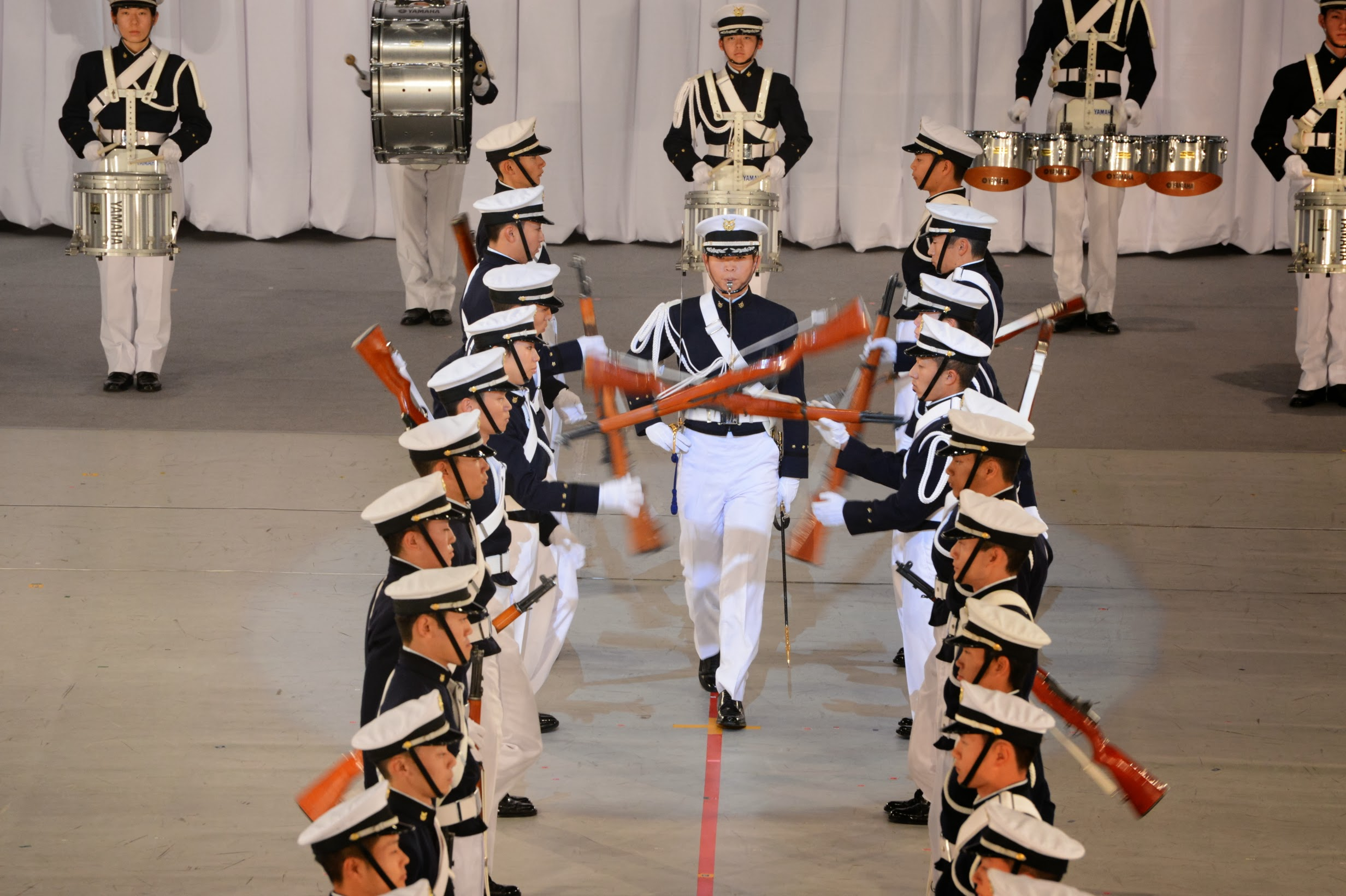
防衛大学校儀仗隊
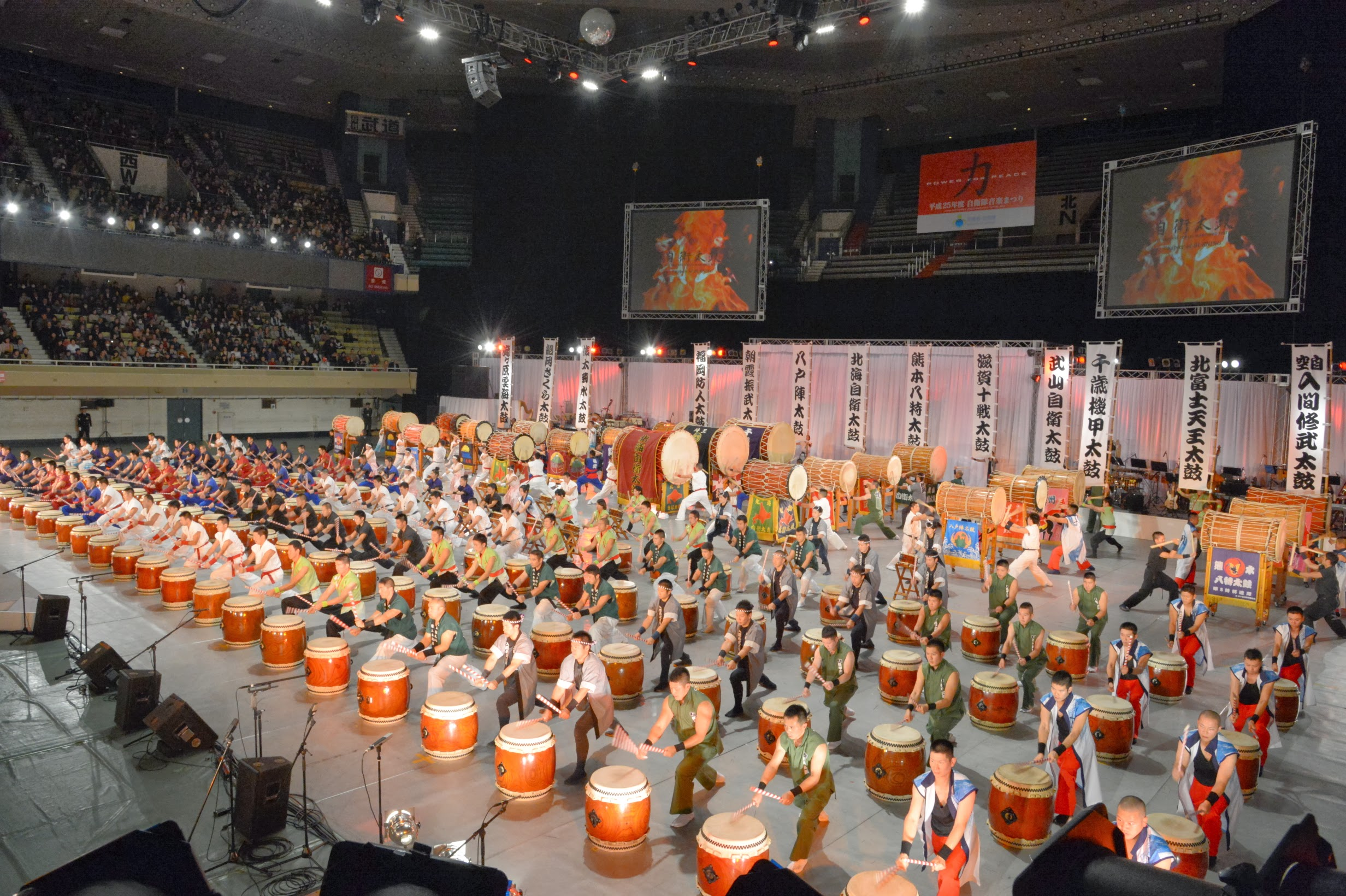
自衛太鼓
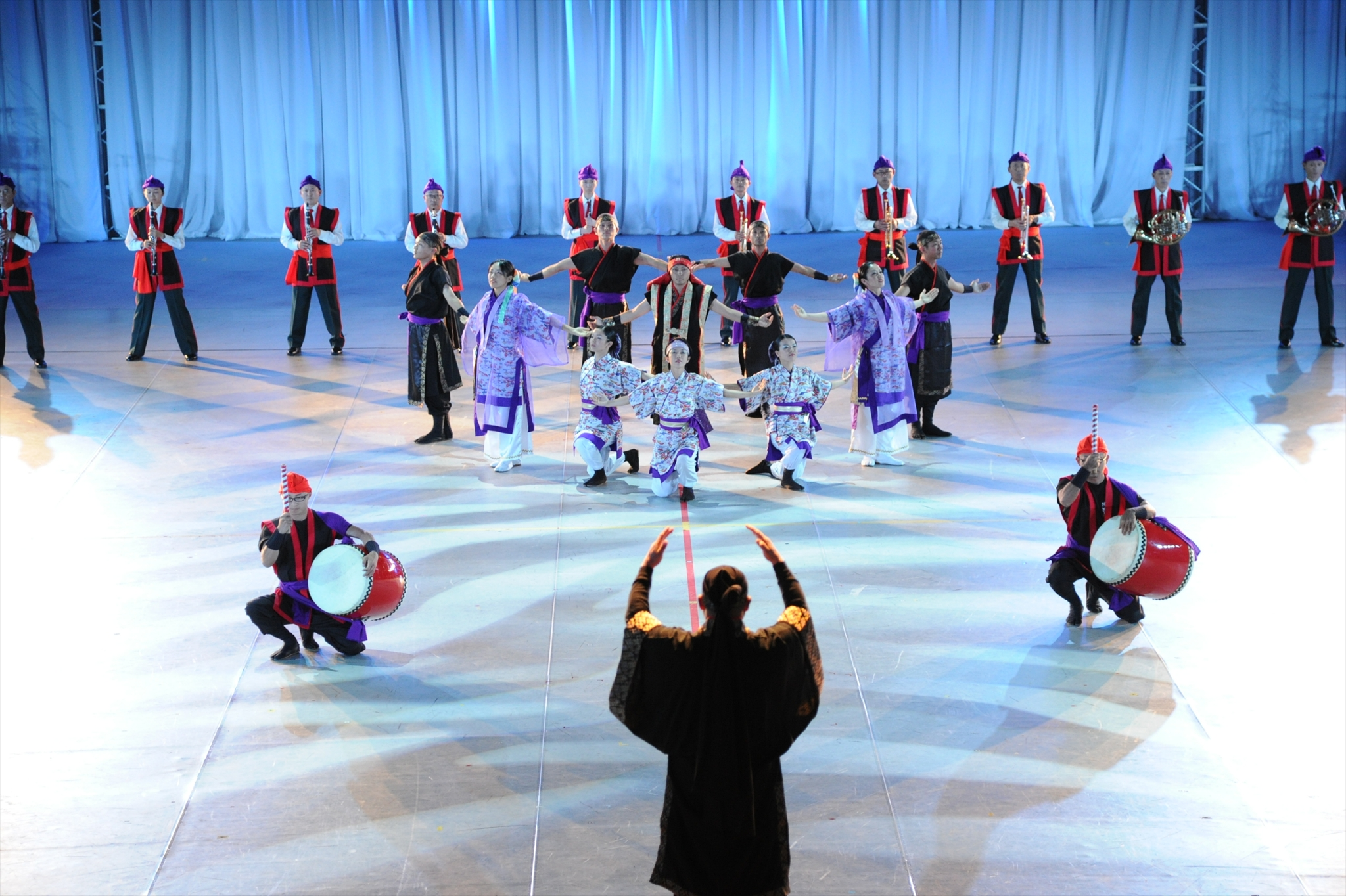
第15旅団エイサー隊
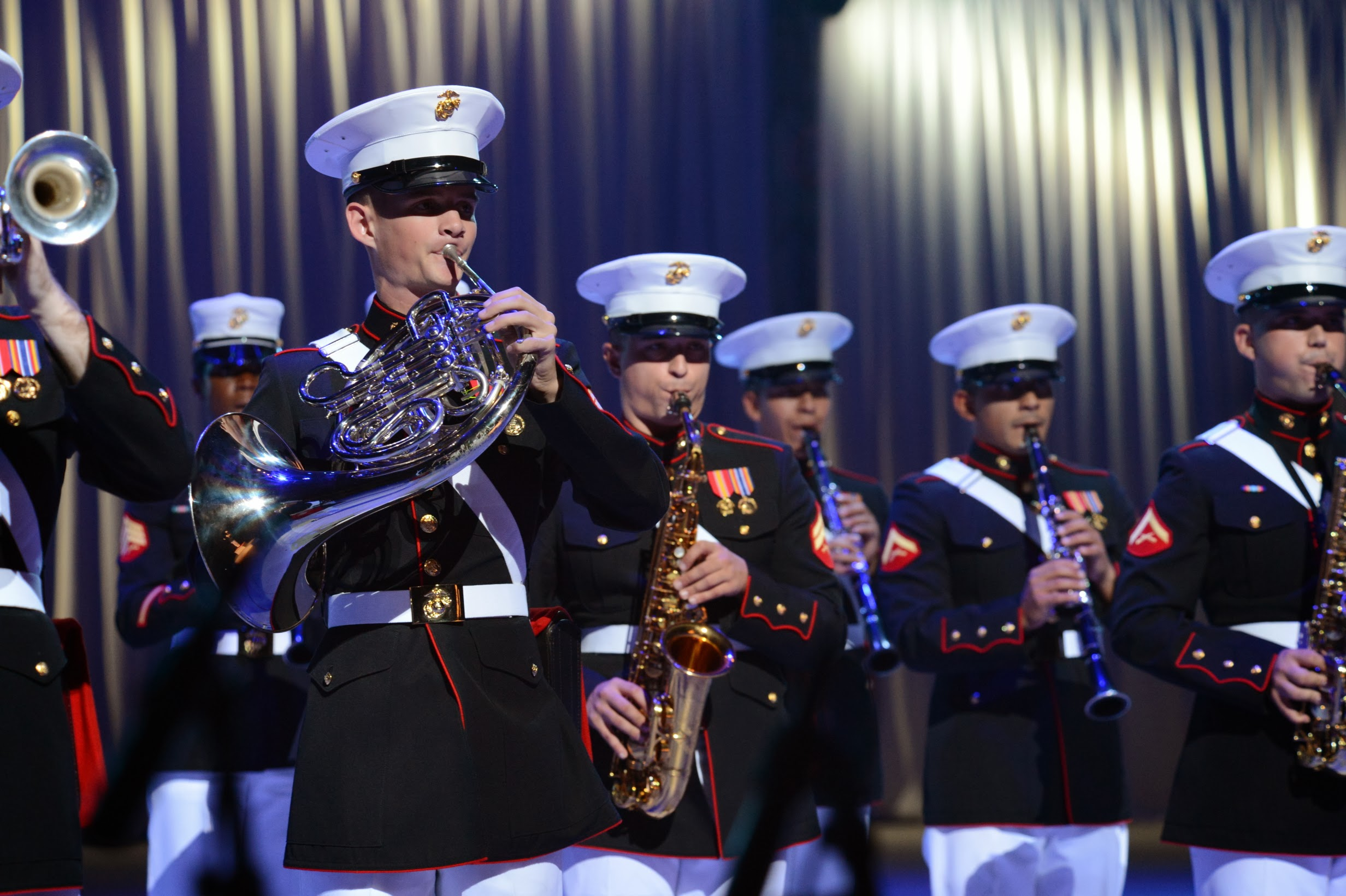
在日米軍軍楽隊
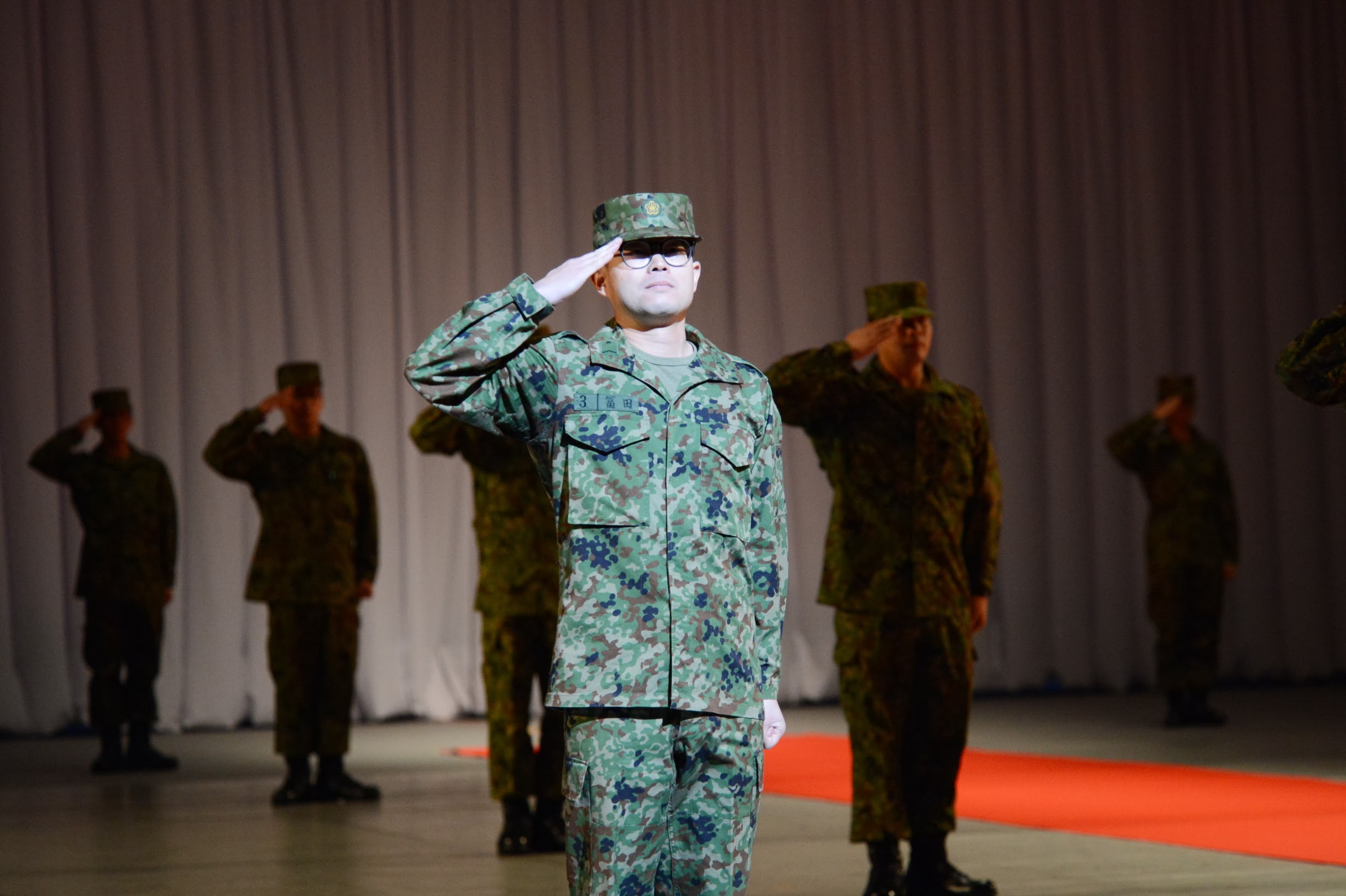
演技支援隊

## スタッフ
会場内外の案内・警備や機材の配置などの運用は、システム通信団を主とする自衛官が行っている。また、演出や構成、舞台進行などには民間企業が参加している。

## 観覧方法
一般観覧は事前の応募に対する抽選で観覧者が決められるが、1985年頃には既に入手困難となっておりプラチナチケットとも呼ばれている。

## 会場
入場時には手荷物検査がある。会場の内外では自衛隊に関連した土産物や過去の公演のDVDなどが業者により販売される。

## 期日一覧
|            | 日程                                 | 会場                       | テーマ                                            | 出場部隊 |
| ---------- | ------------------------------------ | -------------------------- | ------------------------------------------------- | --- |
| 平成21年度 | 2009年11月20日（金）・21日（土）     | 日本武道館                 | 翔ぬける躍動、響きあう志                          | - 陸・海・空自衛隊音楽隊 - 陸上自衛隊第302保安警務中隊 - 陸上自衛隊東北方面音楽隊、中部方面音楽隊 防衛大学校儀仗隊 - ゲストバンド：在日米陸軍軍楽隊、在沖縄海兵隊音楽隊 - 自衛太鼓                                                                                              |
| 平成22年度 | 2010年11月19日（金）・20日（土）     | 日本武道館                 | 繋がる想い、絆の共鳴                              | - 陸・海・空自衛隊音楽隊 - 陸上自衛隊第302保安警務中隊 - 陸上自衛隊東部方面音楽隊、西部方面音楽隊 - 防衛大学校儀仗隊 - ゲストバンド：シンガポール軍楽隊、在日米陸軍軍楽隊、在沖縄海兵隊音楽隊 - 自衛太鼓                                                                        |
| 平成23年度 | 2011年11月18日（金）・19日（日）     | 日本武道館                 | 愛、希望、勇気 今を越えて、その先へ               | - 陸・海・空自衛隊音楽隊 - 陸上自衛隊第302保安警務中隊 - 陸上自衛隊北部方面音楽隊、東北方面音楽隊、東部方面音楽隊 - スペシャルゲスト：宮城三女高校OG合唱団 - ゲストバンド：在日米陸軍軍楽隊、在沖縄米海兵隊音楽隊 - 防衛大学校儀仗隊 - 自衛太鼓                                 |
| 平成24年度 | 2012年11月16日（金）・17日（土）     | 日本武道館                 | 和、奏でる夢                                      | - 陸・海・空自衛隊音楽隊 - 陸上自衛隊第302保安警務中隊 - 陸上自衛隊東部方面音楽隊、中部方面音楽隊、第15音楽隊 - ゲストバンド：米太平洋陸軍軍楽隊、米海兵第3海兵機動展開部隊音楽隊 - 防衛大学校儀仗隊 - 東北方面フラッグ隊 - 第15旅団エイサー隊 - 自衛太鼓                       |
| 平成25年度 | 2013年11月15日（金）・16日（土）     | 日本武道館                 | POWER FOR PEACE ～平和のための力～                | - 陸・海・空自衛隊音楽隊 - 陸上自衛隊第302保安警務中隊 - 陸上自衛隊東北方面音楽隊、西部方面音楽隊 - 防衛大学校儀仗隊 - ゲストバンド：在日米陸軍軍楽隊、米第3海兵機動展開部隊音楽隊、タイ王国陸軍軍楽隊 - 自衛太鼓                                                               |
| 平成26年度 | 2014年11月13日（木）～15日（土）     | 日本武道館                 | 前へ MOVE ON ～強き、絆の響き。熱き、仁の力動。～ | - 陸・海・空自衛隊音楽隊 - 陸上自衛隊第302保安警務中隊 - 陸上自衛隊北部方面音楽隊、東部方面音楽隊 - 防衛大学校儀仗隊 - ゲストバンド：在日米陸軍軍楽隊、米海兵隊第3海兵機動展開部隊音楽隊、オーストラリア陸軍軍楽隊、フィリピン軍軍楽隊 - 自衛太鼓                               |
| 平成27年度 | 2015年11月13日（金）～15日（日）     | 日本武道館                 | 道 ROAD                                           | - 陸・海・空自衛隊音楽隊 - 陸上自衛隊第302保安警務中隊 - 陸上自衛隊東北方面音楽隊、中部方面音楽隊 - 防衛大学校儀仗隊 - ゲストバンド：在日米陸軍軍楽隊、米海兵隊第3海兵機動展開部隊音楽隊、米空軍太平洋音楽隊、米海軍第7艦隊音楽隊、韓国海軍軍楽隊 - 自衛太鼓                    |
| 平成28年度 | 2016年11月11日（金）～13日（日）     | 日本武道館                 | 音の力 Power of the sound ～強き、守りの響き～    | - 陸・海・空自衛隊音楽隊 - 陸上自衛隊第302保安警務中隊 - 陸上自衛隊東部方面音楽隊、西部方面音楽隊 - 防衛大学校儀仗隊 - ゲストバンド：在日米陸軍軍楽隊、米海兵隊第3海兵機動展開部隊音楽隊、インド陸軍軍楽隊 - 自衛太鼓                                                           |
| 平成29年度 | 2017年11月16日（木）～18日（土）     | 日本武道館                 | ONE ～音が結ぶ、ひとつの想い～                    | - 陸・海・空自衛隊音楽隊 - 陸上自衛隊第302保安警務中隊 - 陸上自衛隊北部方面音楽隊、中部方面音楽隊 - ゲストバンド：米海兵隊第3海兵機動展開部隊音楽隊、タイ王国空軍軍楽隊、在日米陸軍軍楽隊 - 自衛太鼓 - 防衛大学校儀仗隊                                                         |
| 平成30年度 | 2018年11月21日（水）～23日（金・祝） | 日本武道館                 | 挑戦 CHALLENGE                                    | - 陸・海・空自衛隊音楽隊 - 陸上自衛隊第302保安警務中隊 - 陸上自衛隊東北方面音楽隊、西部方面音楽隊 - ゲストバンド：米海兵隊第3海兵機動展開部隊音楽隊、在日米陸軍軍楽隊、バガット・ド・ラン＝ビウエ軍楽隊（フランス海軍所属）、シンガポール軍軍楽隊 - 防衛大学校儀仗隊 - 自衛太鼓 |
| 令和元年度 | 2019年11月30日（土）・12月1日（日）  | 国立代々木競技場第一体育館 | EVOLUTION －変革の響き、進化への序幕－            | - 陸・海・空自衛隊音楽隊 - 陸上自衛隊第302保安警務中隊 陸上自衛隊北部方面音楽隊 - ゲストバンド：在日米陸軍軍楽隊、米海兵隊第3海兵機動展開部隊音楽隊、ベトナム人民軍総参謀部儀礼団軍楽隊、ドイツ連邦軍参謀軍楽隊 - 防衛大学校儀仗隊 - 自衛太鼓                                   |
| 令和4年度  | 2022年11月18日（金）・19日（土）     | 日本武道館                 | WITH... 回せ、響。動かせ、新世界                  | - 陸・海・空自衛隊音楽隊 - 陸上自衛隊第302保安警務中隊 - 陸上自衛隊東部方面音楽隊、東部方面らっぱ隊 - ゲストバンド：在日米陸軍軍楽隊、米海兵隊第3海兵機動展開部隊音楽隊、パプアニューギニア軍軍楽隊、パキスタン陸軍軍楽隊 - 自衛太鼓                                            |
| 令和5年度  | 2023年11月17日（金）・18日（土）     | 日本武道館                 | ＋（タス）×（カケル）ヒビク 終わらない力の始まり  | - 陸・海・空自衛隊音楽隊 - 陸上自衛隊第302保安警務中隊 - 陸上自衛隊中部方面音楽隊 - ゲストバンド：マレーシア軍中央音楽隊、米海兵隊第3機動展開部隊音楽隊、在日米陸軍軍楽隊 - 防衛大学校儀丈隊 - 自衛太鼓                                                                         |
| 令和6年度  | 2024年11月15日（金）・16日（土）     | 日本武道館                 | 音 -そこにある共鳴-                               | - 陸・海・空自衛隊音楽隊 - 陸上自衛隊第302保安警務中隊 - 陸上自衛隊東北方面音楽隊 - ゲストバンド：米海兵隊第3海兵機動展開部隊音楽隊、ヨルダン軍軍楽隊 - 防衛大学校儀丈隊 - 自衛太鼓                                                                                             |